# Lądowisko Grabowiec
Lądowisko Grabowiec – lądowisko w Grabowcu, położone w gminie Świdnica, w województwie lubuskim, ok. 15 km na północ od Nowogrodu Bobrzańskiego i ok. 20 km na zachód od Zielonej Góry. Lądowisko należy do Lasów Państwowych.
Lądowisko dysponuje trawiastą drogą startową o długości 700 mi i od 2008 roku figuruje w ewidencji lądowisk Urzędu Lotnictwa Cywilnego.